# Sindrome tako-tsubo
La sindrome tako-tsubo o cardiomiopatia da stress e nota anche come sindrome del cuore infranto è una entità clinica caratterizzata da una disfunzione del ventricolo sinistro, di solito transitoria, che si manifesta con sintomi che possono simulare una sindrome coronarica acuta: dolore toracico, dispnea, alterazioni elettrocardiografiche e alterazioni degli enzimi di necrosi. Questa miocardiopatia è verosimilmente dovuta a stimoli di origine neurogena, originati da acuti stress di origine psicologica (lutti, separazioni da persone care, pericolo di morte imminente, ecc.) o fisica, come sepsi, shock e feocromocitoma.
La sindrome fu descritta per la prima volta in Giappone nel 1991. Caratteristica di questa forma è la transitoria modificazione balloniforme dell'apice ventricolare sinistro, visibile con le tecniche di imaging come l'ecocardiografia o la risonanza magnetica, che fa assumere al ventricolo sinistro la forma di un cestello (tsubo) usato dai pescatori giapponesi per la pesca del polpo (tako).

## Epidemiologia
La sindrome tako-tsubo è un evento abbastanza raro: l'incidenza nella popolazione generale è di 1:36 000 Su 100 pazienti che, in seguito a un dolore toracico, vengono sottoposti a coronarografia, solo uno o due sono riconosciuti affetti.
La tipologia più frequente di paziente è una donna in post-menopausa, senza significativi fattori di rischio cardiovascolare. Il rapporto maschi/femmine è di circa 1:9.

## Eziologia
Le cause di questa sindrome non sono ancora completamente chiarite, anche se pare che siano molteplici e spesso possano sovrapporsi. Un ruolo preponderante sembra avere la disfunzione del microcircolo mediata dalle catecolamine rilasciate in seguito a una spiccata attivazione del sistema simpatico, a sua volta legata a un prolungato stress emotivo (come si evidenzia nell'anamnesi di molti dei soggetti colpiti).
Tra le cause della sindrome è stato associato il calo di estrogeni (cosa che spiegherebbe la maggiore incidenza nelle donne in menopausa) e un conseguente danno endoteliale.

## Patogenesi
Come già accennato, l'attivazione del sistema simpatico determina il rilascio in circolo di catecolamine, che inducono un aumento dell'attività contrattile dei cardiomiociti e conseguentemente del loro dispendio energetico. Oltre ad un certo livello, il fabbisogno di nutrienti e ossigeno della cellula supera quello garantito dal flusso sanguigno, e il cardiomiocita va in necrosi: la necrosi del tessuto cardiaco espandendosi porta ad alterazioni morfologiche, elettrocardiografiche e alla comparsa della sintomatologia, assai similmente a quanto avviene nell'infarto cardiaco. Il motivo per cui la disfunzione miocardica si localizza all'apice del ventricolo sinistro potrebbe spiegarsi con la maggior presenza di recettori adrenergici in questa zona rispetto alla base.
Le tecniche di diagnostica per immagini permettono anche di individuare in questi pazienti un'ipoperfusione subepicardica.
Essendo il tessuto necrotico assai poco resistente rispetto a quello vivo, nel caso di un'importante estensione della necrosi miocardica (soprattutto se transmurale, dall'endocardio fino all'epicardio), può avvenire una rottura di cuore, con conseguente fuoriuscita di sangue nel sacco pericardico e tamponamento cardiaco. A questa evenienza è associato il termine italiano di crepacuore, storicamente associato a persone sottoposte a stress emotivi particolarmente intensi, come i lutti.

## Quadro clinico
La sindrome si manifesta con un tipico dolore anginoso, spesso prolungato, che può insorgere durante uno sforzo o, nel 40% dei casi, anche a riposo. L'elettrocardiogramma mostra un sopraslivellamento del tratto ST in numerose derivazioni, mentre la coronarografia non evidenzia stenosi significative. Gli esami di laboratorio rivelano un'alterazione degli indici di necrosi miocardica, ma i valori non raggiungono mai livelli molto elevati. Quello che fa sospettare la sindrome è la discrepanza tra il grado severo di disfunzione del ventricolo sinistro e i modesti livelli sierici degli enzimi.
In alcuni casi si possono documentare rallentamenti del flusso coronarico a livello epicardico.
La scintigrafia miocardica con 99mTc può mostrare una diminuita captazione del radionuclide a livello del ventricolo sinistro.

## Complicanze
Complicanze ed esiti pericolosi della sindrome sono arresto cardiaco, insufficienza cardiaca, aritmia cardiaca ventricolare letale e rottura del miocardio con infarto miocardico acuto.

## Diagnosi
La diagnosi di sindrome tako-tsubo viene fatta solo dopo aver escluso ogni altra causa di dolore toracico come:
- infarto miocardico acuto
- miocardite
- pericardite
- dissezione aortica
- miocardiopatia secondaria a emorragia subaracnoidea
- attacco di panico
- angina pectoris

## Terapia
Il trattamento consiste nel riposo e nella terapia di supporto, che deve basarsi sulla somministrazione di beta-bloccanti, ACE-inibitori, acido acetilsalicilico e diuretici. Il recupero è spontaneo e la normale funzione miocardica si ripristina nel giro di poche settimane. Un'attenzione particolare deve essere posta nel rassicurare il paziente sulla prognosi sostanzialmente benigna della sindrome. Utile anche la somministrazione di imipramina.
Un ulteriore percorso terapeutico può prevedere l'uso di una pompa meccanica per l'assistenza alla circolazione, detto anche supporto circolatorio meccanico (Mechanical Circulatory Support - MCS) per l'assistenza cardiaca.

## Prognosi
La sopravvivenza a un attacco di sindrome tako-tsubo è solitamente alta (96% dei pazienti), più bassa dove ci siano problemi cardiaci pregressi, aggravati dallo stress e da questa sindrome. Le alterazioni della morfologia del ventricolo non si accompagnano a occlusioni coronariche, per cui la prognosi è in genere favorevole, tranne in pazienti con problemi cardiaci già esistenti o indeboliti.
Studi di follow-up hanno determinato una sopravvivenza a sette anni dalla diagnosi del 96%.